# Brea Pozo
Brea Pozo est une ville de la province de Santiago del Estero, en Argentine, et le chef-lieu du département de San Martín. Elle se trouve à 59 km (86 km par la route) au sud-est de Santiago del Estero, la capitale de la province. Sa population s'élevait à 1 753 habitants en 2001.